# Abraham Goos

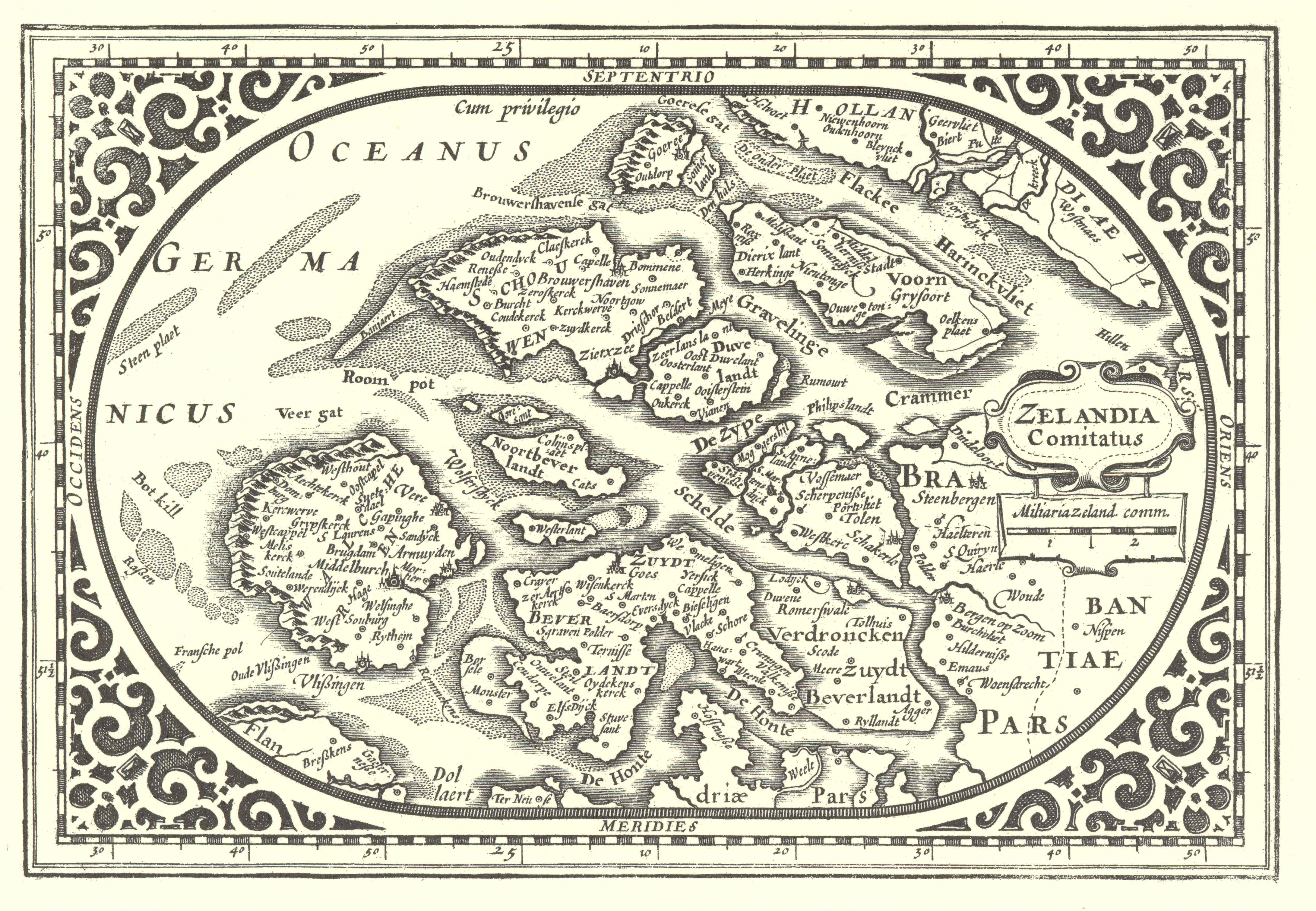
Getekend door Abraham Goos (uit Nieuw Nederlandtsch Caertboeck, 1625)

Abraham Goos (circa 1590 – < 1643) was een Nederlands cartograaf, graveur, auteur, uitgever, drukker en boekhandelaar. Hij publiceerde in 1616 het Nieuw Nederlandtsch Caertboeck. Dit was een kleine atlas van de Zeventien Provinciën in 23 kaarten. Als graveur maakte hij veel landkaarten, maar ook afbeeldingen van steden in Nederland.

## Biografie
Abraham Goos is de zoon van Pieter Goos en Margriete van den Keere. Vader Goos is diamantslijper. In 1614 trouwt Abraham Goos te Haarlem met Stijntgen Theunisdr de Ram. Vanaf 1615 wonen zij in de Kalverstraat in 't Vergulde Caertboeck. Jodocus Hondius (1563-1612) is zijn cousin en eerste leermeester. Hondius is getrouwd met zijn nicht, Coletta van den Keere. Na de dood van Hondius zet diens zoon Henricus Hondius het werk voort. Met zijn neef Pieter van den Keere, ook bekend als Petrus Kaerius, graveert hij in 1614 de terrestrische globe van Petrus Plancius. Goos ontwikkelt zich tot een specialist op het gebied van graveren en plaatsnijden; hij staat bekend om zijn nauwkeurigheid. Hoewel hij zijn eigen werk verkoopt, laat hij zich ook inhuren door Claes Jansz. Visscher en de familie Hondius.
In 1616 wordt zijn zoon geboren; Pieter Goos. Het werk ligt echter niet stil want in hetzelfde jaar verschijnt het Nieuw Nederlandtsch Caertboeck waer in volkomentlijcker als oyt te voren vertoont werden de XVII Nederlanden in t geheel, als elck besonder met grote neerstigheyt ende kosten gesneden ende in 't licht gebracht door Abraham Goos; mitsgaders een nieuwe beschryvinge uijt verscheyden autheuren ordentlyck tsamen gestelt door Reinier Telle: vervatende alles wat in de selve landen ende hare besondere steden sonderlings te sien ende te vinden is. Het is een kleine atlas van de Zeventien Provinciën in 23 kaarten en het behoort tot de eerste atlassen van Nederland. Goos is verantwoordelijk voor de kaarten en Telle voor de teksten. Goos draagt het werk op aan de Staaten-Generaal die hem een beloning geven van 120 gulden. Johannes Janssonius drukt de atlas. Goos heeft het octrooi op het Caertboeck:  'Is abraham goos, joncman, woonachtich tot Amsterdam ende caertsnyder, geaccordeert octroy omme voor den tyt van vyff jaeren naestcommende, alleene in coopersneede te laten uuytgaen in alle talen, zeeeker Caertbouck van de Seventhien provincien by hem aen haere Ho. Mo. gedediceert. Gebiedende enzv.' Resolutie der Staten-Generaal 24 December, 1615. Het werk wordt opnieuw uitgegeven in 1619 en 1625.
Johannes Janssonius drukt te Amsterdam in 1619 het nieuwste werk van Goos: Novus tabularum geographicarum Belgicae liber. Accuratius quam unquam anta hac xvII inferioris germaniae provinciae, Tam universe, quam Sigillatim exhibentur, magno studio & sumptu sculptae & editae per Abrahamum Goos. Janssonius en Goos blijven zaken doen tot aan de dood van Goos. Goos graveert onder andere zeven van de kaarten van Jansonius' atlas van Duitschland

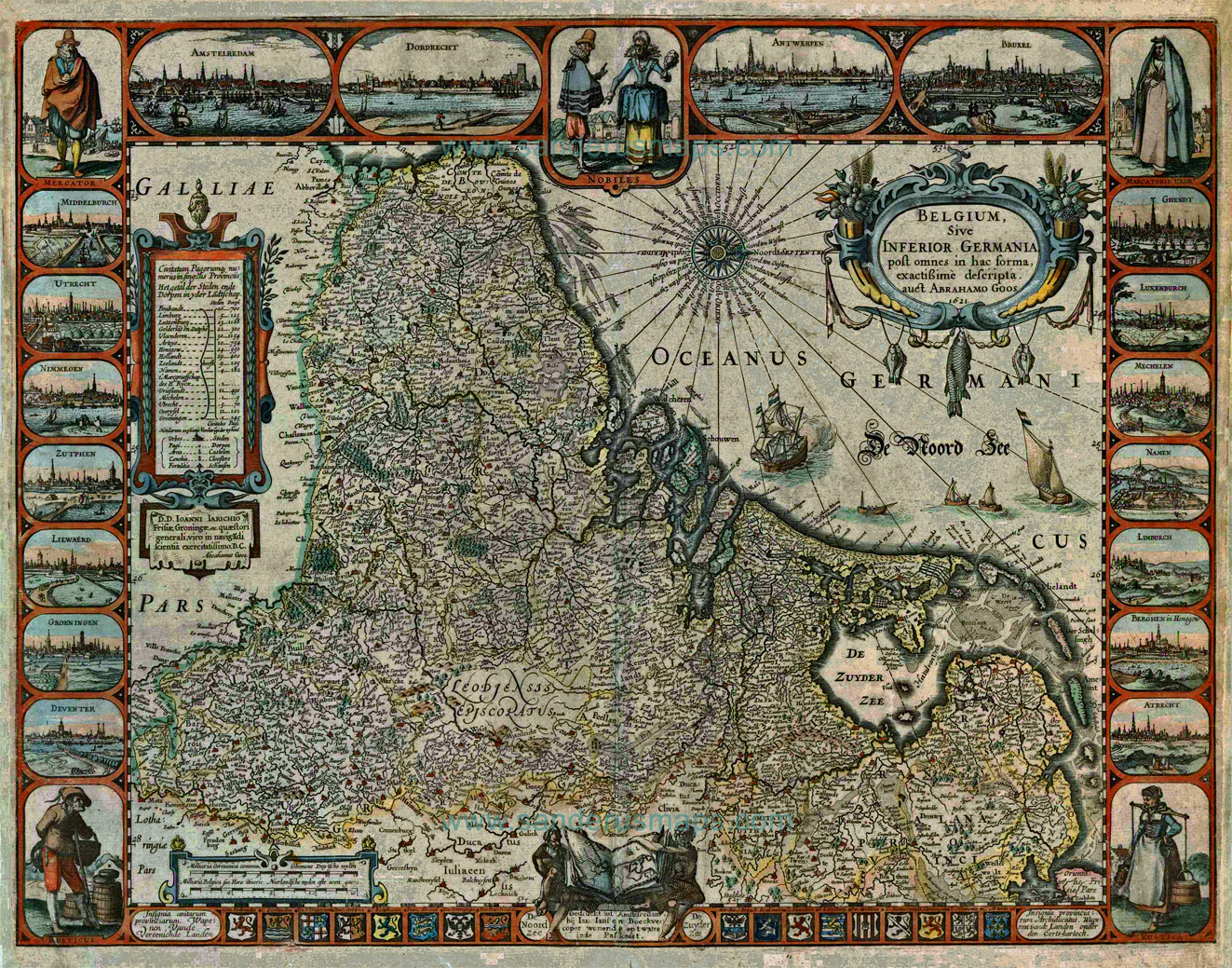
Belgium Sive Inferior Germania post omnes in hac forma, exactissime descripta. auct Abrahamo Goos, 1621. Een opvallend kenmerk in de kaartinhoud is de opzettelijke weglating van het Bisdom Luik, omdat het in juridische zin geen deel uitmaakte van de zeventien provincies der Nederlanden.

Goos graveert in 1620 een kaart van de kusten van Europa met een afzonderlijke kaart waarop delen van Groenland, Spitsbergen en Nova Zembla werden weergegeven. De kaarten werden getekend door Harmen en Marten Jansz. Een jaar later, in 1621 geeft Janssonius een globe van Goos uit. Goos komt in 1621 tevens met de kaart Belgium Sive Inferior Germania post omnes in hac forma, exactissime descripta. auct Abrahamo Goos, 1621. Deze kaart is gebaseerd op de kaart van de Zeventien Provincies van Willem Jansz (Blaeu) uit 1608. Een opvallend kenmerk in de kaartinhoud is de opzettelijke weglating van het gebied, bekend als 'Leodiensis Episcopatus'. Het Bisdom Luik is leeg op de kaart, omdat het in juridische zin geen deel uitmaakt van de zeventien provincies. Hiermee is deze kaart uniek, er is bestaat geen andere kaart waarop het gebied opzettelijk leeg is gelaten. De terugwinning van de Zijper-, Beemster- en Purmer-polders en een klein gebied in de Dollart-regio, is eveneens aangegeven op de kaart. De kaart wordt uitgegeven door Ian Ianssen (Johannes Janssonius?); in de cartouche aan de onderzijde van de kaart in het midden, staat de volgende tekst te lezen: Gedruckt tot Amstredam bij Ian Ianssen Boekverckoper wonende in t water op de Paskaert.
Veel van het werk van Goos wordt besteld en in Londen uitgegeven door John Speed, een Engels historicus en cartograaf, die met behulp van het werk van Goos onder andere de atlassen A Prospect of the Most Famous Parts of the World publiceert.
In 1628 wordt de Atlas Minor uitgegeven; de atlas is een bewerking van de atlas van Gerard Mercator uit 1595 en is ontstaan uit een intensieve samenwerking tussen diverse cartografen. Jodocus Hondius kwam in 1604 in het bezit van de koperplaten van de kaarten; hij en zijn zoon Henricus Hondius breidden de atlas uit met extra kaarten en ze verbeterden bestaande kaarten. Goos en Pieter van den Keere namen de gravurewerkzaamheden op zich voor alle aan te passen koperplaten. Ten slotte vertaalde Ernst Brinck de atlas van het Latijn naar het Nederlands.
Goos werkt veel samen met zijn neef Pieter van den Keere, en Nicolaes Visscher I, zo ook in 1632-33 in de hoedanigheid van graveur. Onder de naam van Visscher brengen zij Americae, nova descriptio uit in 1633.
Het is niet bekend wanneer Goos is gestorven, diverse bronnen geven aan dat dat vòòr 1643 geweest moet zijn.

## Kaarten van Abraham Goos

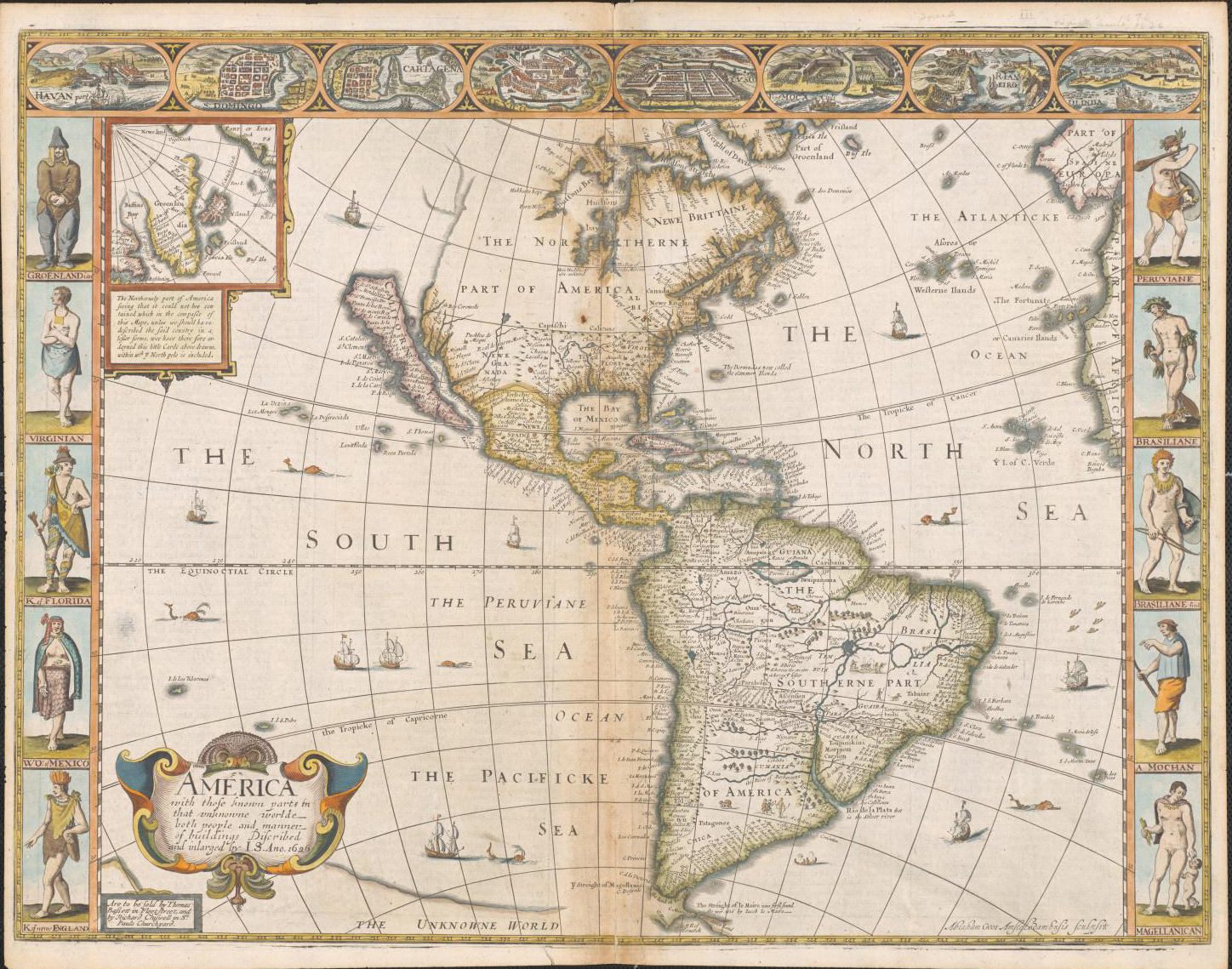
America with those known parts in that unknowne worlde both people and manner of buildings - discribed and inlarged by I.S. ano. 1626; Abraham Goos Amstelodaminsis sculpsit. 1626
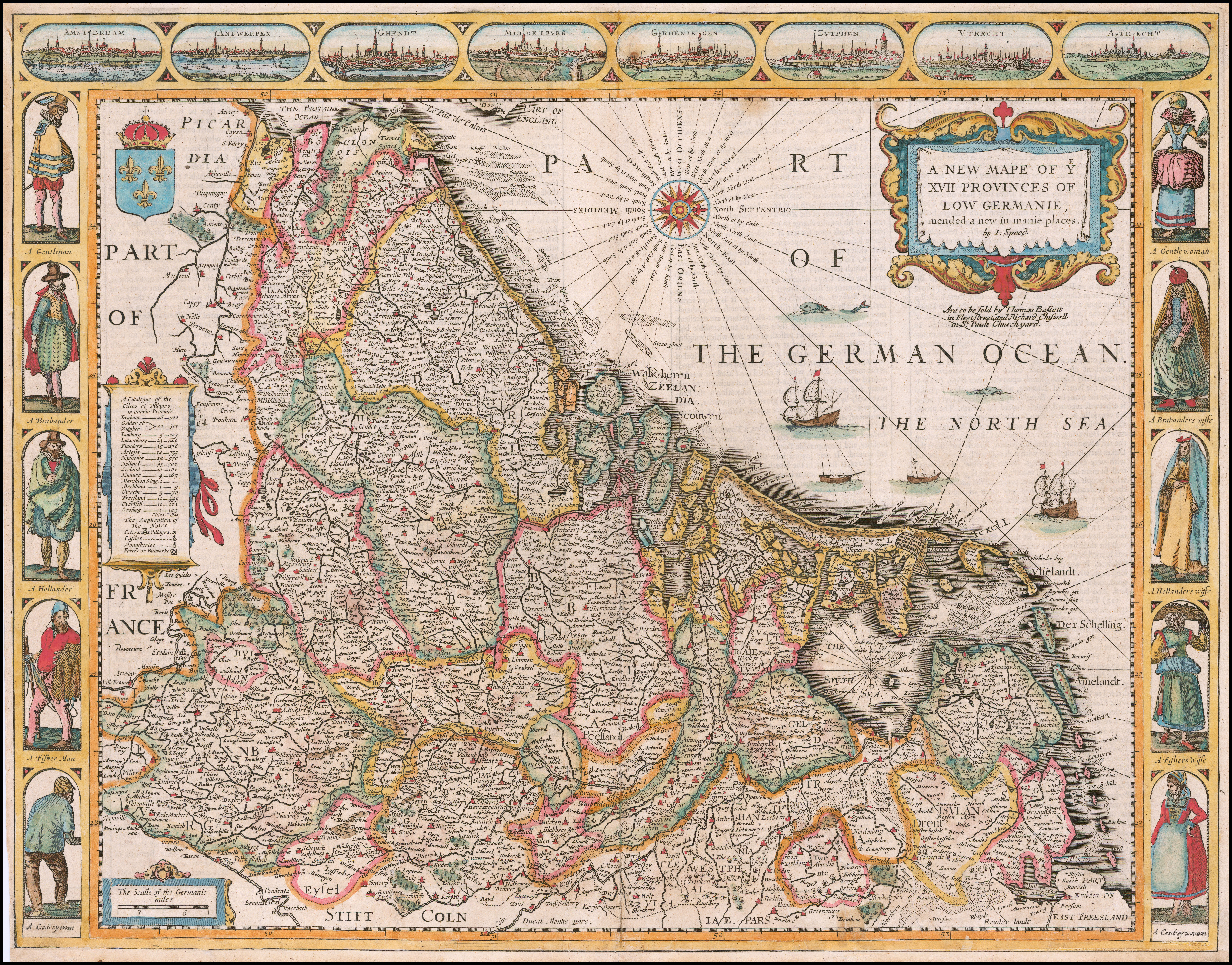
A new Mape of Ye XVII provinces of Low Germanie, manded a new in manie places. By I. Speed 1626
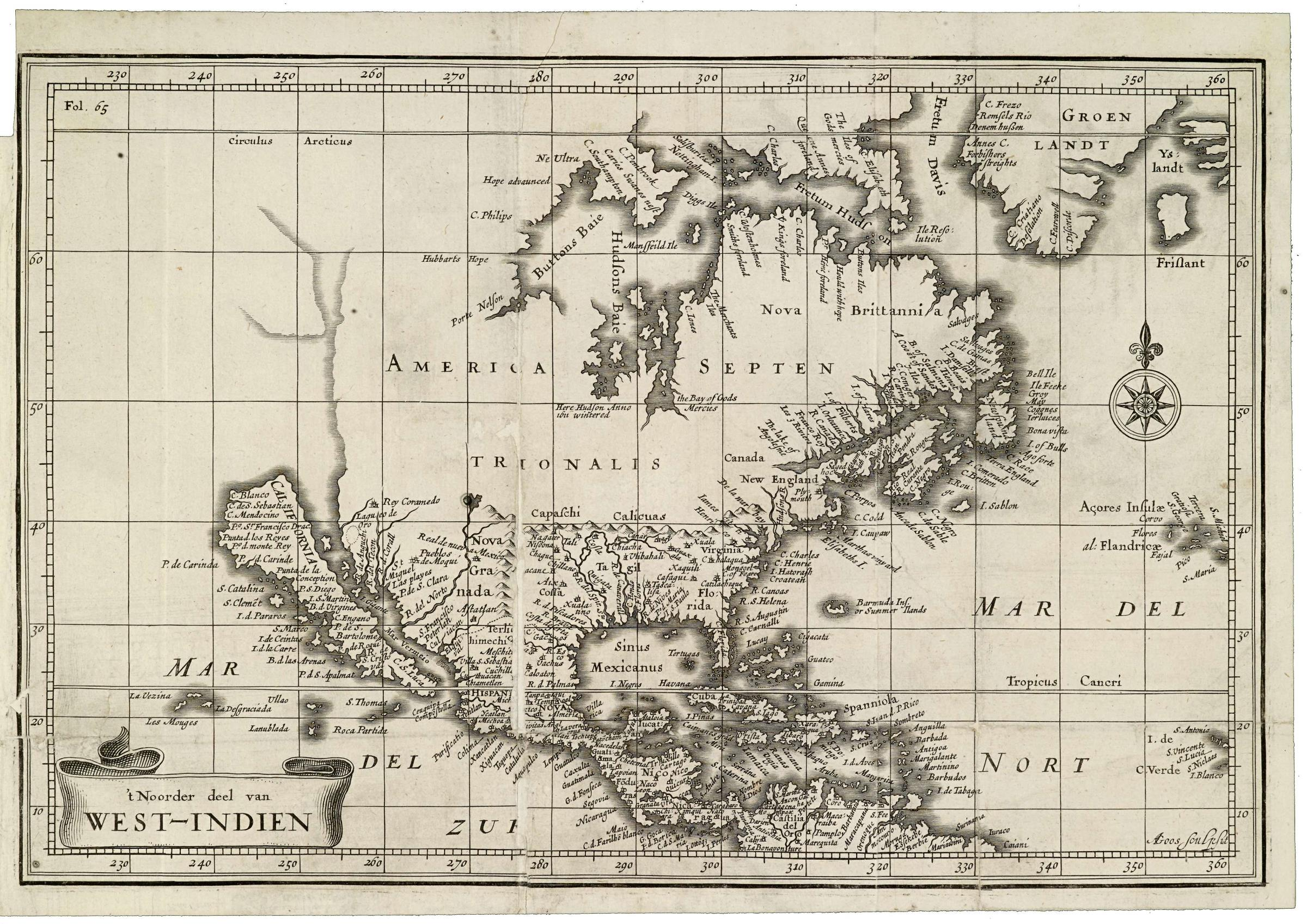
Kaart van Noord-Amerika en het Caribisch gebied. 1624
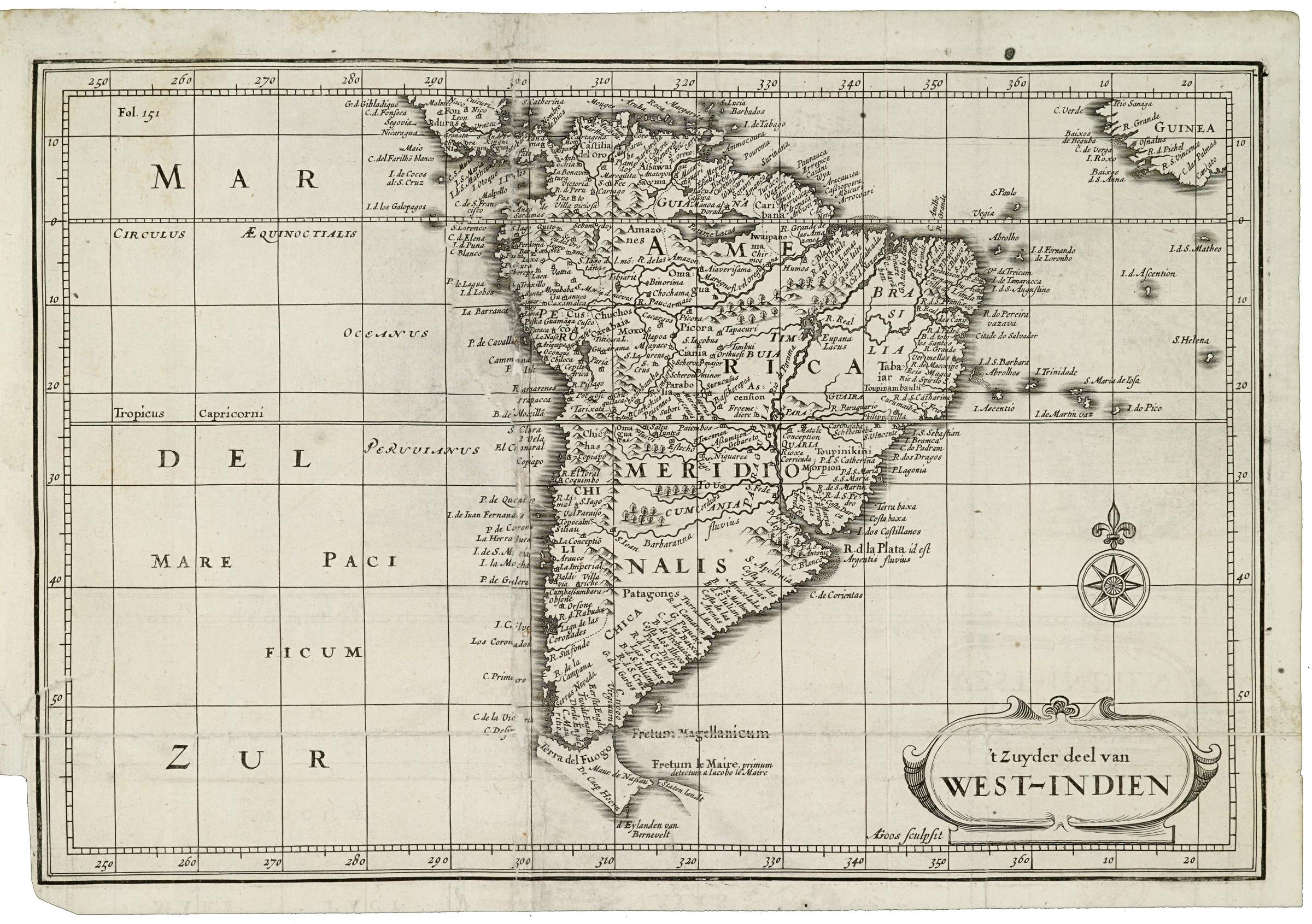
Kaart van Zuid-Amerika,'t Zuyder deel van West-Indien. 1624
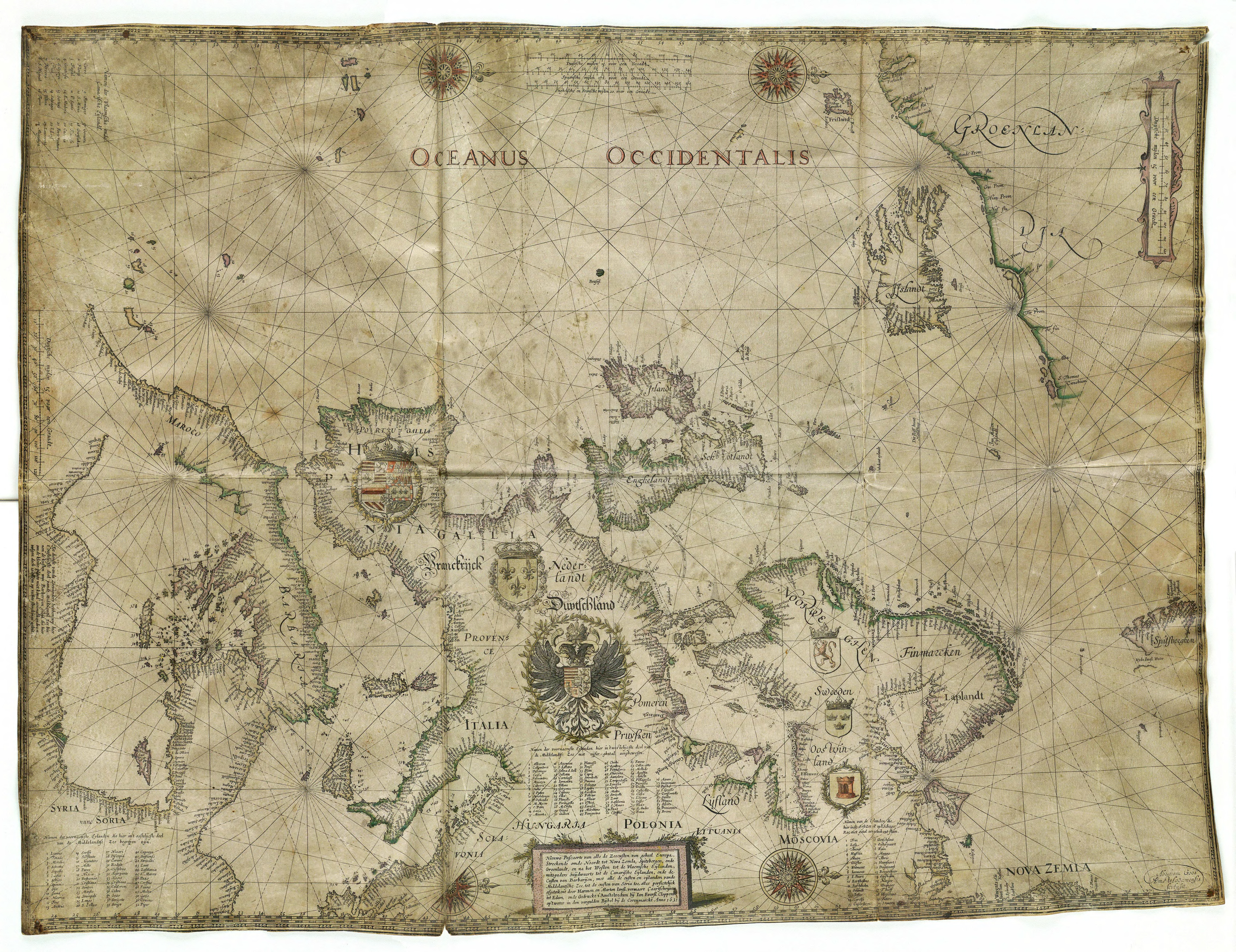
Nieuwe Pascaerte van alle de Zeecusten van geheel Europa, Streckende omde Noordt tot Nova Zemla, Spitsbergen, ende Groenlandt, en na het Westen tot de Vlaemsche Eÿlanden 1631

## Varia
• Pieter van den Keere was de zwager van Jodocus Hondius.
• Geheugen van Nederland toont na de zoekterm 'Abraham Goos' 27 van zijn werken én een globe die vervaardigd werd door Pieter van den Keere.
- Bibsys: 1523345889773
- Bibliothèque nationale de France: cb15324730m (data)
- Biografisch Portaal: 52313531
- Gemeinsame Normdatei: 129012335
- International Standard Name Identifier: 0000 0004 5875 1368
- Library of Congress Control Number: nr96000872
- Nationale Bibliotheek van Tsjechië: mzk2009511702
- Nationale Bibliotheek van Israël: 987007296488205171
- Nederlandse Thesaurus van Auteursnamen: 069757453
- Réseau des bibliothèques de Suisse occidentale: 02-A020163058
- RKD-Nederlands Instituut voor Kunstgeschiedenis: 356488
- Système universitaire de documentation: 159711037
- Virtual International Authority File: 17524890
- WorldCat: E39PBJcRcq7WqQX6V6j9M3R3Qq